# Бароян, Оганес Вагаршакович
Оганес Вагаршакович Бароян (24 декабря 1906, Эривань — 27 сентября 1985, Москва) — советский микробиолог и эпидемиолог армянского происхождения, академик АМН СССР (1965).

## Биография
Родился Оганес Бароян 24 декабря 1906 года в Эривани (Ереване). Вскоре после рождения переехал с родителями в Москву, в которой жил и работал всю оставшуюся жизнь. В 1927 году поступил в 1-й Московский медицинский институт, который окончил в 1932 году. С 1943 по 1950 год занимал должность уполномоченного МЗ СССР и Советского Красного Креста по обмену опытом организации борьбы с особо опасными инфекциями в Индии, Ираке, Иране, Пакистане и Эфиопии. В 1950 году возвратился в Москву, где с 1953 по 1966 год руководил отделом эпидемиологии вирусных инфекций в Институте вирусологии. В 1961 году избран директором Института эпидемиологии и микробиологии, которым руководил вплоть до 1979 года. В конце 1979 года подал в отставку по состоянию здоровья, но остался в данном институте в качестве научного консультанта и отработал до смерти.
Скончался Оганес Бароян 27 сентября 1985 года в Москве.

## Научные работы
Является автором 22 монографий, в том числе двух совместных с ведущими зарубежными специалистами — П. Лепином и Д. Портером, более 300 научных публикаций и большого списка методических и инструктивных документов для практического здравоохранения. Основные научные работы посвящены теории и практике эпидемиологии, а также вопросам нозогеографии, организации здравоохранения. Один из первых микробиологов и эпидемиологов в СССР, который в исследованиях использовал ЭВМ. Им подготовлено 20 докторов и 34 кандидата наук, в том числе — из зарубежных стран (Индии, Йемена, Вьетнама).
- Изучал эффективность противовирусных препаратов, методы прогнозирования эпидемий с помощью ЭВМ, влияние отдельных экологических факторов на иммуногенез.
- О. В. Бароян обосновал социально-биологический прогноз некоторых карантинных инфекций. Подвел итог по значительным изменениям, происходящих в эпидемиологии; показал, что в 60-х годах началось развитие и становление самостоятельных эпидемиологических направлений в микробиологии, иммунологии, биохимии, генетике, радиологии и кибернетике. Изучал значение отдельных экологических факторов (загрязнение воздуха и воды, радиация), способных влиять на иммунологические функции человеческого организма[1].

## Членство в обществах
- Почётный член Американского географического общества.
- Почётный член Лондонского королевского общества.[уточнить]
- Почётный член Международной ассоциации эпидемиологов.
- Почётный член Чехословацкого медицинского общества им. Я. Пуркине.

## Основные научные и научно-популярные публикации

### Книги
- Бароян О. В. Очерки по мировому распространению важнейших заразных болезней человека: Заболеваемость в зарубежных странах. — (1-е изд.). — М.: Медгиз, 1962. — 208 с. — 5000 экз.
- Бароян О. В., Гайлонская И. Н. Кишечные вирусы и вызываемые ими заболевания. — М.: Медгиз, 1962. — 152 с.
- Бароян О. В. Очерки по мировому распространению важнейших заразных болезней человека: Заболеваемость в зарубежных странах. — 2-е изд., перераб. и доп. — М.: Медгиз, 1967. — 348 с. — 4000 экз.
- Бароян О. В. Итоги полувековой борьбы с инфекциями в СССР и некоторые актуальные вопросы современной эпидемиологии / Под ред. проф. П. Н. Бургасова. — М.: Медицина, 1968. — 304 с. — 1800 экз.
- Бароян О. В. Современные взгляды на проблему ликвидации инфекций: учебное пособие / Минздрав СССР, Центр. ин-т усовершенствования врачей. — М.: Б.и., 1970. — 20 с. — 1000 экз.
- Бароян О. В. Судьба конвенционных болезней: Прошлое, настоящее, будущее. — М.: Медицина, 1971. — 328 с.
- Бароян О. В. Холера Эль-Тор / Под ред. А. В. Павлова. — Изд. 2-е, перераб. и доп. — М.: Медицина, 1971. — 256 с. — 10 000 экз.
- Бароян О. В., Лепин П. Эпидемиологические аспекты современной иммунологии. — М.: Медицина, 1972. — 256 с. — 4000 экз.
- Бароян О. В., Портер Дж. Р. Международные и национальные аспекты современной эпидемиологии и микробиологии / Авт. предисл. Б. В. Петровский. — М.: Медицина, 1975. — 520 с.
- Бароян О. В., Рвачев Л. А., Иванников Ю. Г. Моделирование и прогнозирование эпидемий гриппа для территории СССР / АМН СССР, Ин-т эпидемиологии и микробиологии им. Н. Ф. Гамалеи. — М.: Б.и., 1977. — 546 с.
- Бароян О. В., Бредли Д. Современные взгляды на тропическую патологию. — М.: Медицина, 1979. — 352 с. — 2500 экз.
- Акатов А. К., Бароян О. В., Беляков В. Д. и др. Стафилококки и стафилококковая инфекция / Редкол.: Н. Р. Иванов (пред.) и др.. — Саратов: Изд-во Сарат. ун-та, 1980. — 320 с.
- Бароян О. В. Блики на портрете. — М.: Молодая гвардия, 1980. — 160 с. — (Эврика). — 100 000 экз.
  - Бароян О. В. Блики на портрете. — Изд. 2-е. — М.: Молодая гвардия, 1982. — 160 с. — (Эврика). — 100 000 экз.
- Бароян О. В. Эпидемиология: вчера, сегодня, завтра. — М.: Медицина, 1985. — 56 с.
- Бароян О. В. Закономерности и парадоксы: Раздумья об эпидемиях и иммунитете, о судьбах ученых и их труде / Лит. запись кн. А. Л. Черняховского. — М.: Знание, 1986. — 144 с. — 100 000 экз.

### Статьи
- Бароян О. В., Бургасов П. Н., Гайлонская И. Н., Мединский Г. М. Экология холерных вибрионов // Вестник АМН СССР. 1975. № 2. С 45-53.